# Jean-François de Surville
Jean-François Marie de Surville (18 de enero de 1717 - 7 de abril de 1770) fue un capitán mercante de la Compañía Francesa de las Indias Orientales. Comandó un viaje de exploración al Pacífico en 1769-1770.
Nacido en Bretaña, Francia, Surville se unió a la Compañía Francesa de las Indias Orientales en 1727 a la edad de 10 años. Durante los siguientes años navegó en viajes en aguas indias y chinas. En 1740 se unió a la Armada francesa; Luchó en la Guerra de Sucesión de Austria y en la Guerra de los Siete Años, convirtiéndose dos veces en prisionero de guerra. Después de su carrera militar, se reincorporó a la Compañía Francesa de las Indias Orientales. En 1769, al mando de Saint Jean-Baptiste, zarpó de la India en una expedición al Pacífico en busca de oportunidades comerciales. Exploró los mares alrededor de las Islas Salomón y Nueva Zelanda antes de continuar hacia el este a través del Pacífico Sur hacia América del Sur. Parte de su recorrido por Nueva Zelanda coincidió con el de James Cook en Endeavour, que le había precedido apenas unos días. De Surville se ahogó frente a la costa de Perú el 8 de abril de 1770 mientras buscaba ayuda para su tripulación afectada por el escorbuto.

## Formación
Nacido el 18 de enero de 1717, Jean-François Marie de Surville era hijo de Jean de Surville, un funcionario del gobierno en Port-Louis, Bretaña, y su esposa, Françoise Mariteau de Roscadec, hija de un armador. Era uno de nueve hijos, de Surville se fue de casa a la edad de 10 años y se unió a la Compañía Francesa de las Indias Orientales . Había conexiones familiares existentes con la empresa; un hermano mayor ya estaba a su servicio y su madre era sobrina de uno de los directores de la empresa. El empleador de Surville era una empresa comercial apoyada por el gobierno francés y establecida varios años antes para comerciar en las Indias Orientales, y navegó en viajes comerciales alrededor de India y China. En 1740 ocupó el rango de segundo alférez .
Tras el estallido de la Guerra de Sucesión de Austria en 1740, Surville se unió a la Armada francesa y luchó en ese conflicto. Navegó a bordo del barco Hércules como alférez y se convirtió en prisionero de guerra en 1745, cuando el barco fue capturado por la Royal Navy frente a Sumatra . Después de su liberación en 1746, sirvió a bordo del Duc de Chartres, que enviaba mercancías desde Francia a África Occidental, donde recogía esclavos para transportarlos al Caribe, y luego melaza del Caribe a Francia, un proceso conocido como comercio triangular. En 1747, a Surville se le dio el mando de Bagatelle y una parente de corso, que le daba derecho a navegar como corsario hacia Francia. Durante una de sus incursiones en Bagatelle, fue nuevamente capturado por la Royal Navy y llevado a Inglaterra como prisionero de guerra.
Liberado en 1748, de Surville regresó a la Compañía Francesa de las Indias Orientales como primer teniente a bordo del Duc de Béthune, un mercante de 40 cañones que atravesaba la ruta comercial a China. Volviendo a Francia en 1750, se casó con Marie Jouaneaulx en Nantes . La pareja tuvo dos hijos, que luego se unieron al ejército francés . Pasó los siguientes años en viajes comerciales alrededor de los puertos franceses en el Océano Índico y durante este tiempo, adquirió unas tierras en la Isla de Reunión .
En 1753, de Surville era comandante de Renommée y había conocido a Marion Dufresne, quien más tarde sería conocida por sus viajes al Pacífico. Durante la Guerra de los Siete Años, que comenzó en agosto de 1756, Surville volvió al servicio activo con la Armada francesa y navegó con la flota naval del Comte d'Aché en el Océano Índico como comandante del Duque de Orleans . Fue visto favorablemente por sus superiores por su habilidad en la navegación y liderazgo, y fue nombrado "oficial de azul", un título usado para oficiales no aristocráticos.
De Surville estuvo presente en la Batalla de Cuddalore en 1758 y fue herido al año siguiente en la Batalla de Pondicherry . Fue condecorado con la Cruz de San Luis por su conducta durante los combates. Terminó la Guerra de los Siete Años como comandante de La Fortuné, un buque de guerra de 64 cañones. Mientras transportaba soldados de regreso a Francia, se encontró con el mal tiempo en la costa de Sudáfrica. El barco desarrolló fugas y naufragó cerca de Ciudad del Cabo . De Surville pudo llevar a toda la tripulación y los pasajeros a salvo a la costa y a Ciudad del Cabo. Esto retrasó su regreso a Francia hasta principios de 1764.
De Surville reanudó el servicio con la Compañía Francesa de las Indias Orientales en 1765 y ese mismo año comandó al Duque de Praslin en su viaje que transportaba al nuevo gobernador de Pondicherry, Jean Law de Lauriston, a la India . Posteriormente, junto con Lauriston y Jean-Baptiste Chevalier, el gobernador de Chandernagore, que, al igual que Pondicherry, era un asentamiento francés en la costa este de la India, Surville inició una empresa para dedicarse al comercio en el Océano Índico. Al regresar a Francia en 1766, Surville obtuvo la aprobación de la Compañía Francesa de las Indias Orientales para sus planes comerciales. Al necesitar un barco para su aventura, supervisó la construcción de Saint Jean-Baptiste, un gran buque mercante armado con 36 cañones, en Port-Louis. La llevó a la India en junio de 1767. Durante los siguientes meses, Surville realizó una serie de viajes comerciales a lo largo de la costa india. También se desempeñó como vicegobernador de Pondicherry.

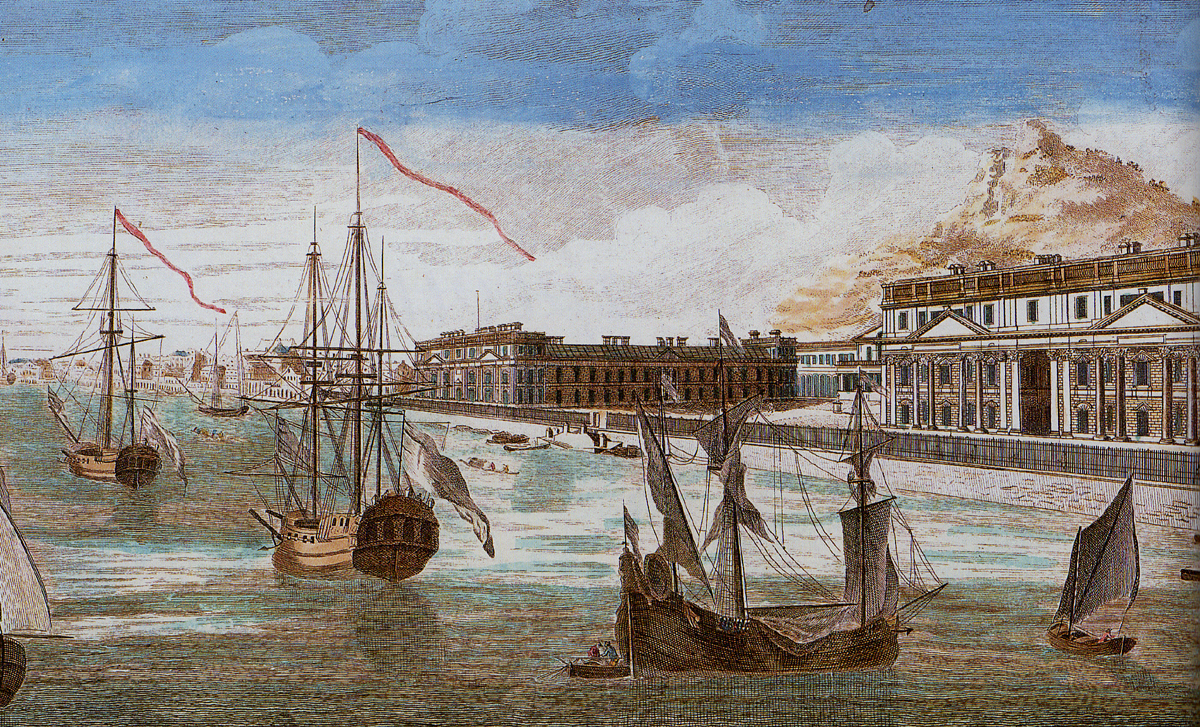
Pondicherry en el siglo 18

A fines de 1768, la Compañía Francesa de las Indias Orientales atravesaba graves dificultades financieras y su monopolio sobre el comercio en las Indias Orientales estaba amenazado. De Surville y sus socios comerciales reconocieron que esto representaría nuevas oportunidades para su gremio y estaban planeando una expedición comercial a Filipinas. Aproximadamente en este momento, se enteraron de los rumores de un reciente descubrimiento británico de tierra en el Pacífico Sur, que se creía que estaba la isla fabulosamente rica de Davis Land. Estos rumores se basaron en los informes de Tahití del HMS Dolphin .
Davis Land representaba una posibilidad comercial potencialmente importante para el gremio de Surville, pero también era necesario establecer un punto de apoyo francés en el Pacífico Sur antes que los británicos, para que no se quedaran fuera de la región. En consecuencia, se decidió que Surville montaría una expedición al Pacífico Sur. El plan era que Surville navegara el Saint Jean-Baptiste a Malaca, y luego al Mar de China Meridional y Filipinas. Luego debía atravesar las latitudes norte y sur del Pacífico, en busca de Davis Land. Este último objetivo debía mantenerse en secreto, incluso de los oficiales de la expedición. A su regreso, Surville se detendría en Manila y Batavia . Para evitar las sospechas británicas sobre el propósito de la expedición, los destinos oficiales del Saint Jean-Baptiste fueron Manila y Cantón.
Después de más de dos meses de preparación, de Surville partió de Chandernagore a bordo del Saint Jean-Baptiste el 3 de marzo de 1769, llevando una mezcla de mercancías comerciales como carga. Estos bienes, si no podían ser intercambiados con los comerciantes judíos que se creía que vivían en Davis Land, debían venderse en Manila en el viaje de regreso de la expedición, para mejorar su rentabilidad. También a bordo había varias cartas y narraciones de viajes al Pacífico, incluido un relato del viaje de 1642 de Abel Tasman a Nueva Zelanda. Después de visitar los asentamientos franceses a lo largo de la costa india para recoger provisiones, Surville hizo su última parada en Pondicherry, donde añadió algunos granaderos al complemento de la expedición. La expedición, que ahora cuenta con 172 hombres, partió el 22 de junio de 1769.

## Explorando el Pacífico

La ruta del barco de Surville Saint Jean-Baptiste

Surville navegó primero a las islas Nicobar para tratar de verificar la presencia de una colonia danesa, pero encontró vientos adversos cuando las islas estuvieron a la vista. En lugar de perder el tiempo maniobrando hacia una posición más favorable para el viento, se dirigió a Malaca y llegó el 29 de junio de 1769. Una cálida bienvenida inicial del gobernador holandés pronto se enfrió cuando llegó otro barco, un barco británico, con acusaciones de que los franceses se dirigían a las Indias Orientales, donde los holandeses tenían el monopolio. Surville partió rápidamente, navegando hacia Terengganu en la Península Malaya y luego hacia las islas del Canal Bashi, entre Taiwán y Filipinas, donde se abasteció de agua y alimentos. Varios miembros de su tripulación desertaron y, al no poder localizarlos, Surville secuestró a algunos de los isleños de Bashi para reemplazar a los desaparecidos.
La mayoría de la expedición, de Surville luego navegó hacia el sureste, alejándose del destino oficial del barco a Cantón, de acuerdo con sus instrucciones secretas para localizar Davis Land. Procediendo a las Islas Salomón, que no habían sido avistadas por los europeos desde su descubrimiento en 1568, la compañía de la expedición comenzó a sufrir de escorbuto . Llegaron a la costa de Santa Isabel, en las Islas Salomón, el 7 de octubre de 1769. En su primer fondeadero, que Surville denominó "Port Praslin", recibieron una recepción hostil. Con la esperanza de encontrar alimentos frescos para ayudar a los afectados por el escorbuto, un grupo desembarcó pero fue atacado por los lugareños. Varios franceses resultaron heridos, uno de muerte, y más de 35 isleños murieron. La expedición luego intentó otro fondeadero, pero no pudo realizar ningún comercio o reabastecer su barco sin ser atacado por isleños hostiles.
En ese momento, a Saint Jean-Baptiste le faltaban alimentos frescos y muchos miembros de la tripulación de Surville habían muerto de escorbuto. La moral estaba baja, no ayudada por las malas condiciones del barco, que estaba goteando. Surville se vio obligado a encontrar un fondeadero seguro, pero no estaba dispuesto a arriesgarse a detenerse nuevamente en las Islas Salomón. En cambio, después de consultar las cartas de Tasman, a mediados de noviembre se dirigió a Nueva Zelanda. Para evitar no tocar tierra debido a errores en la longitud, primero navegó hacia el suroeste a través del Mar del Coral, antes de girar hacia el este en la latitud del norte de Nueva Zelanda. Durante gran parte de su curso hacia el sur, fue aproximadamente paralelo a la costa de Australia y, antes de girar hacia el este, es probable que estuvo cerca de alcanzar y descubrir la costa de lo que ahora es Nueva Gales del Sur . Se vieron varias aves y su tripulación informó que podían oler tierra, pero él continuó con su cambio de rumbo a pesar de todo.

### Nueva Zelanda

La ruta de Saint Jean-Baptiste alrededor del al norte de Nueva Zelanda en diciembre de 1769. También se muestra la ruta de Endeavor de Cook.

El 12 de diciembre de 1769 a las 11:15 a. m., Saint Jean-Baptiste avistó la costa de Nueva Zelanda y navegó justo frente a Hokianga, en la costa oeste de la parte norte de la Isla Norte . Al encontrar la costa inhóspita, Surville navegó hacia el norte. El 16 de diciembre, el barco rodeó el Cabo Norte y, en dirección sur, pasó por el área que el Endeavour de James Cook había atravesado uno o dos días antes.  Surville y Cook fueron los primeros europeos en navegar por las aguas de Nueva Zelanda desde el viaje de Abel Tasman 127 años antes.
Navegando por la costa este, de Surville llegó a lo que llamó "Bahia Lauriston" el 17 de diciembre de 1769. Cook ya lo había llamado " Doubtless Bay " cuando pasó frente a él menos de dos semanas antes. Los maoríes en canoas fueron a Saint Jean-Baptiste se llevó a cabo intercambios por pescado fresco, disipando los temores de la tripulación que sabía que Tasman había experimentado una bienvenida hostil a su llegada a Nueva Zelanda. Luego, Surville llevó su barco más adentro de la bahía y ancló al final del día frente a la playa de Tokerau, cerca de Whatuwhiwhi .
Surville, junto con algunos marineros y soldados, desembarcaron al día siguiente. El grupo fue recibido por un jefe maorí, quien les mostró una fuente de agua y les dio berros y apio. Durante los días siguientes, los alimentos frescos recolectados o intercambiados con los maoríes ayudaron a la mayoría de los enfermos de la expedición a recuperarse del escorbuto. Es probable que el padre Paul-Antoine Léonard de Villefeix, el capellán de Saint Jean-Baptiste, dirigiera el primer servicio cristiano en Nueva Zelanda y pudo haber celebrado misa el día de Navidad de 1769. Si es así, esto sería anterior al servicio del día de Navidad del reverendo Samuel Marsden en 1814, generalmente considerado como el primer servicio religioso en Nueva Zelanda.
Algunas acciones de los franceses pueden haber ofendido a los maoríes. Surville colocó una pluma de avestruz blanca en la cabeza de un jefe, considerado muy tapu . Los cuerpos de los que murieron de escorbuto en la bahía fueron arrojados por la borda, lo que habría contaminado la pesca, lo que llevó a los maoríes (si estaban al tanto) a colocar un rāhui o prohibición temporal de pescar en la zona. Es posible que los maoríes estuvieran preocupados por la cantidad de comida que estaban tomando los franceses y, en consecuencia, pronto cesó el comercio de pescado y apio. Esto llevó a un deterioro de las relaciones entre los franceses y los maoríes. Surville, que inicialmente se había preocupado por ser lo más simpático posible con los maoríes, se sentía cada vez más frustrado.
El 27 de diciembre, una tormenta varó un grupo de hombres en la costa en Whatuwhiwhi, donde fueron tratados de manera hospitalaria por los maoríes. En la misma tormenta, el barco arrastró sus anclajes, que debían cortarse en las órdenes de Surville. Él y parte de la tripulación pasaron varias horas tratando de llevar al Saint Jean-Baptiste a un anclaje más protegido. Una yola,  golpeó las rocas, después de que pasó la tormenta, la parte varada regresó a la nave, que había sufrido un timón roto. Surville, angustiado por la pérdida de los anclajes y la yola , que pone en peligro los planes para una mayor exploración del área, fue a tierra con una fiesta de dos oficiales y algunos marineros para pescar el 30 de diciembre. El grupo fue invitado a un pueblo por parte de un jefe local y compartió una comida antes de regresar a la nave.
Al día siguiente, 31 de diciembre, un oficial vio la yola en tierra en la playa de Tokerau rodeada de maoríes, y un grupo armado partió de Saint Jean-Baptiste para recuperarla. Surville consideró que la yola había sido robada; por tradición, cualquier naufragio arrastrado a tierra pertenecía al jefe de la zona. Al llegar a la playa, el grupo francés encontró un grupo de maoríes que portaban lanzas, pero no había ni rastro de la yola. Su jefe, Ranginui, se acercó a Surville con una ramita de hojas verdes, un signo de paz en la cultura maorí. Con la paciencia agotada, Surville arrestó a Ranginui por el robo de su yola. Su grupo quemó unas 30 cabañas, destruyó una canoa llena de redes y confiscó otra canoa. Llevaron a Ranginui de regreso a su barco, donde los miembros de la tripulación que habían quedado varados durante la tormenta lo identificaron como el jefe que había sido hospitalario con ellos. Surville estaba decidido a mantener a su cautivo, y Saint Jean-Baptiste partió hacia el este ese día con Ranginui a bordo.

### Viaje a Sudamérica
Surville, después de haber consultado con sus oficiales y considerando el mal estado de su barco y tripulación, rechazó navegar hacia el norte a Filipinas o las Indias Orientales Holandesas y, en cambio, decidió navegar hacia el este hacia América del Sur. Esta ruta aprovechó los vientos favorables y ofreció la perspectiva lucrativa de descubrir tierras previamente desconocidas a medida que avanzaban hacia el este. Surville mantuvo en privado la esperanza de localizar Davis Land. Los españoles consideraban que sus puertos a lo largo de la costa del Pacífico de América del Sur estaban fuera del alcance de otras naciones y existía el riesgo de que los franceses fueran encarcelados a su llegada. Se esperaba que la alianza existente entre Francia y España y un llamamiento por razones humanitarias evitaran esa posibilidad.
Navegando inicialmente a lo largo de las latitudes del sur de 34 ° y 35 °, la expedición continuó sufriendo pérdidas por escorbuto, y la primera muerte desde que partió de Nueva Zelanda ocurrió el 19 de febrero de 1770. Surville pronto dirigió su barco hacia 27 ° al sur, la latitud en la que se creía que se encontraba Davis Land. A principios del mes siguiente, con los suministros de agua bajos, Surville admitió la derrota en su búsqueda de la isla y puso rumbo a Perú después de consultar con sus oficiales. El 24 de marzo, cuando el barco se acercaba a las islas Juan Fernández, Ranginui murió de escorbuto. Aunque inicialmente estaba angustiado por haber sido secuestrado, había sido bien tratado y cenaba regularmente con Surville.
En lugar de detenerse en las islas Juan Fernández para abastecerse, Surville decidió continuar hasta Perú, a solo 400 millas (643,7 km) de distancia. San Juan Bautista llegó al asentamiento de Chilca, en la costa peruana, el 7 de abril. Esa tarde se intentó desembarcar un grupo, pero las condiciones del mar eran demasiado peligrosas. Al día siguiente, Surville, vestido de gala, y tres miembros de la tripulación partieron en un pequeño bote para buscar ayuda del virrey español en Chilca. En malas condiciones, el bote volcó y Surville y otros dos se ahogaron. Su cuerpo fue encontrado por lugareños y fue enterrado en Chilca.
Mientras tanto, el Saint Jean-Baptiste había sido navegado hacia el norte hasta el puerto del Callao, de acuerdo con las instrucciones de Surville en caso de que no regresara al barco. El uniforme de Surville, la Cruz de San Luis y un mechón de su cabello fueron entregados a Guillaume Labè, el primer oficial del barco. Las autoridades españolas incautaron Saint Jean-Baptiste y detuvieron a su tripulación sobreviviente durante más de dos años antes de permitirles regresar a Francia. El 20 de agosto de 1773, cuando el barco llegó a Port-Louis, sólo 66 de los 173 hombres originales habían completado la expedición de Surville; 79 habían muerto por enfermedad o ataques de isleños hostiles, y otros 28 habían desertado. Saint Jean-Baptiste todavía llevaba los bienes que había embarcado en Pondicherry, y estos fueron vendidos para permitir que los inversionistas de la expedición recuperaran algunas de sus contribuciones. La viuda de Surville recibió una pensión del rey de Francia, Luis XV . También recibió las posesiones de Surville, entregadas por Labè.

## Legado

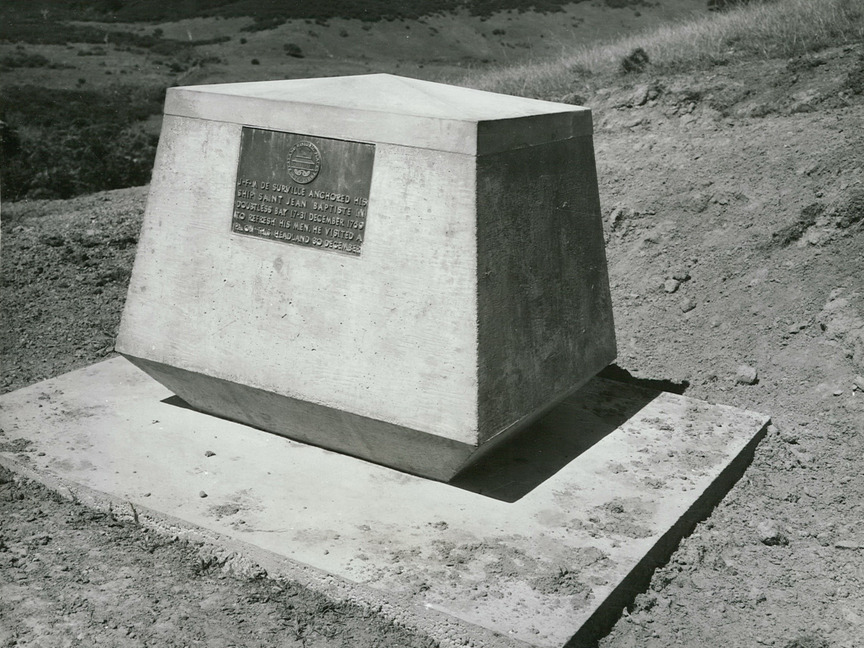
Una placa conmemorativa que marca el fondeadero de Saint Jean-Baptiste en Doubtless Bay, en Nueva Zelanda. Dice: "Jean François Marie de Surville ancló su barco Saint Jean Baptiste en Doubtless Bay del 17 al 31 de diciembre de 1769 para refrescar a sus hombres. Visitó un pā en este promontorio, el 30 de diciembre".

A pesar de no tener éxito comercial, el viaje de Surville permitió a los geógrafos de la época confirmar el tamaño de las Islas Salomón y Nueva Caledonia, y la probable inexistencia de Davis Land. Proporcionó más pruebas de que no había Terra Australis en el Pacífico Sur y también aportó más conocimientos sobre Nueva Zelanda y sus habitantes. Surville y sus hombres fueron los primeros europeos en cruzar el Mar del Coral y hacer una travesía de oeste a este de la zona templada del Pacífico Sur, una ruta importante para los futuros exploradores de la zona.
Una calle en la ciudad natal de Surville, Port-Louis, lleva su nombre. Se le recuerda en Nueva Zelanda por el nombre de los acantilados de Surville, el punto más septentrional de la parte continental de Nueva Zelanda. Cabo Surville era el nombre original de lo que ahora se conoce como Cabo Norte. Una placa que conmemora la visita de Surville al área 200 años antes se colocó en Whatuwhiwhi en 1969. Dos de las anclas de Saint Jean-Baptiste que se perdieron en Bahía Doubtless  se descubrieron en 1974 y se exhiben en el Museo Regional Far North en Kaitaia y el Museo de Nueva Zelanda Te Papa Tongarewa en Wellington respectivamente.

### Citas
1. 1 2  Dunmore, 1981, p. 1.
2. 1 2 3  Dunmore, 1981, p. 2.
3. ↑  Salmond, 2018, p. 310.
4. 1 2 3  Dunmore, 1990, pp. 411–412.
5. 1 2 3 4  Lee, 2018, p. 36.
6. ↑  Blainey, 2010, p. 57.
7. ↑  Duyker, 1994, p. 43.
8. 1 2 3  Salmond, 2018, p. 311.
9. 1 2  Lee, 2018, p. 37.
10. ↑  Lee, 2018, p. 38.
11. ↑  Dunmore, 1969, pp. 20–21.
12. ↑  Dunmore, 1969, p. 18.
13. ↑  Salmond, 2018, pp. 311–312.
14. ↑  Blainey, 2010, pp. 60–61.
15. ↑  Dunmore, 1969, pp. 16–17.
16. 1 2 3  Salmond, 2018, p. 312.
17. ↑  Dunmore, 1969, p. 27.
18. ↑  Dunmore, 1969, pp. 25–26.
19. ↑  Dunmore, 1969, pp. 31–32.
20. 1 2  Dunmore, 1969, pp. 33–34.
21. ↑  Dunmore, 1969, p. 36.
22. ↑  Lee, 2018, p. 44.
23. ↑  Dunmore, 1969, pp. 36–37.
24. ↑  Dunmore, 1969, p. 40.
25. ↑  Dunmore, 1969, pp. 49–50.
26. ↑  Dunmore, 1969, pp. 53–54.
27. ↑  Lee, 2018, p. 46.
28. ↑  Lee, 2018, p. 47.
29. 1 2  Salmond, 2018, p. 316.
30. ↑  Dunmore, 1969, p. 63.
31. ↑  Blainey, 2010, pp. 71–72.
32. ↑  Dunmore, 1969, pp. 72–73.
33. 1 2 3 4  Salmond, 2018, p. 317.
34. ↑  Blainey, 2010, p. 105.
35. ↑  Lee, 2018, pp. 53–54.
36. ↑  Blainey, 2010, p. 109.
37. ↑  Salmond, 2018, pp. 321–322.
38. ↑  Salmond, 2018, pp. 323–324.
39. ↑  Salmond, 2018, pp. 329–331.
40. ↑  Dunmore, 1981, pp. 290–291.
41. ↑  Salmond, 2018, pp. 329–332.
42. ↑  Lee, 2018, p. 74.
43. ↑  Lee, 2018, pp. 90–92.
44. 1 2  Salmond, 2018, p. 338.
45. 1 2  Lee, 2018, pp. 95–97.
46. ↑  Salmond, 2018, p. 340.
47. ↑  Salmond, 2018, pp. 339–340.
48. 1 2  Dunmore, 1969, p. 105.
49. 1 2  Dunmore, 1969, p. 110.
50. ↑  Dunmore, 1969, p. 106.
51. ↑  Blainey, 2010, p. 165.
52. ↑  Blainey, 2010, p. 308.
53. ↑  Blainey, 2010, p. 310.
54. ↑  Dunmore, 1969, pp. 111–112.
55. ↑  Salmond, 2018, p. 343.
56. ↑  Dunmore, 1969, p. 107.
57. ↑  Blainey, 2010, p. 312.
58. 1 2  Dunmore, 1969, pp. 115–116.
59. ↑  Blainey, 2010, pp. 314–315.
60. ↑  Blainey, 2010, p. 316.
61. ↑  Blainey, 2010, pp. 364–365.
62. ↑  Dunmore, 1969, p. 125.
63. 1 2  Blainey, 2010, p. 366.
64. ↑  Dunmore, 1981, p. 3.
65. ↑  Quanchi y Robson, 2005, p. 164.
66. ↑  Blainey, 2010, pp. 319–320.
67. ↑  Lee, 2018, p. 434.
68. ↑  Reed, 2002, p. 474.
69. ↑  Parkes, 1976, p. 25.
70. ↑  Lee, 2018, p. 433.